# Saint Andrews Bay
Die Saint Andrews Bay (englisch für Sankt-Andreas-Bucht) ist eine 3 km breite Bucht an der Nordküste Südgeorgiens. Sie liegt unmittelbar südlich des Mount Skittle.
Ihr Entdecker ist vermutlich der britische Seefahrer James Cook, der 1775 auf seiner zweiten Südseereise die Gewässer um Südgeorgien ansteuerte. Die Benennung ist mindestens seit dem Jahr 1920, teilweise in der abgekürzten Form St. Andrews Bay, etabliert. Der Benennungshintergrund ist nicht überliefert. Als Namensgeber kommt der Apostel Andreas in Frage.